# Гранада (департамент)
Грана́да (ісп. Granada) — один з департаментів Нікарагуа.

## Географія
Департамент знаходиться в центральній частині Нікарагуа і прилягає до північного берега озера Нікарагуа. Площа його становить 1039,68 км². Чисельність населення департаменту 200 991 осіб (перепис 2012 року). Щільність населення — 193,32 чол./км². Адміністративний центр — місто Гранада. На території цього департаменту, поблизу міста Гранада, лежить вулкан Момбачо.
Межує на півночі з департаментами Боако і Манагуа, на заході з департаментами Масайя і Карасу, на півдні з департаментом Рівас.

## Муніципалітети
В адміністративному відношенні територія департаменту Гранада підрозділяється на 4 муніципалітети:
1. Гранада
2. Диріомо
3. Дирія
4. Нандайме